# Парламентські вибори у Франції 2017
Парламентські вибори у Франції 2017 відбулися у два тури 11 і 18 червня. На них було обрано 577 депутатів Національних зборів Франції.
Найбільшу кількість місць отримала партія президента країни Емманюеля Макрона «Вперед, республіко!» — 308 місць з 577 в нижній палаті Національних зборів. Другою за кількістю отриманих місць стала партія «Республіканці» — 113 мандатів. Союзники Макрона, партія «Демократичний рух», отримали 42 мандати, «Соціалістична партія» — 29, «Союз демократів і незалежних» — 18, «Нескорена Франція» Жана-Люка Меланшона — 17, «Національний фронт» Марін Ле Пен — 8 мандатів.